# Martha Langbein

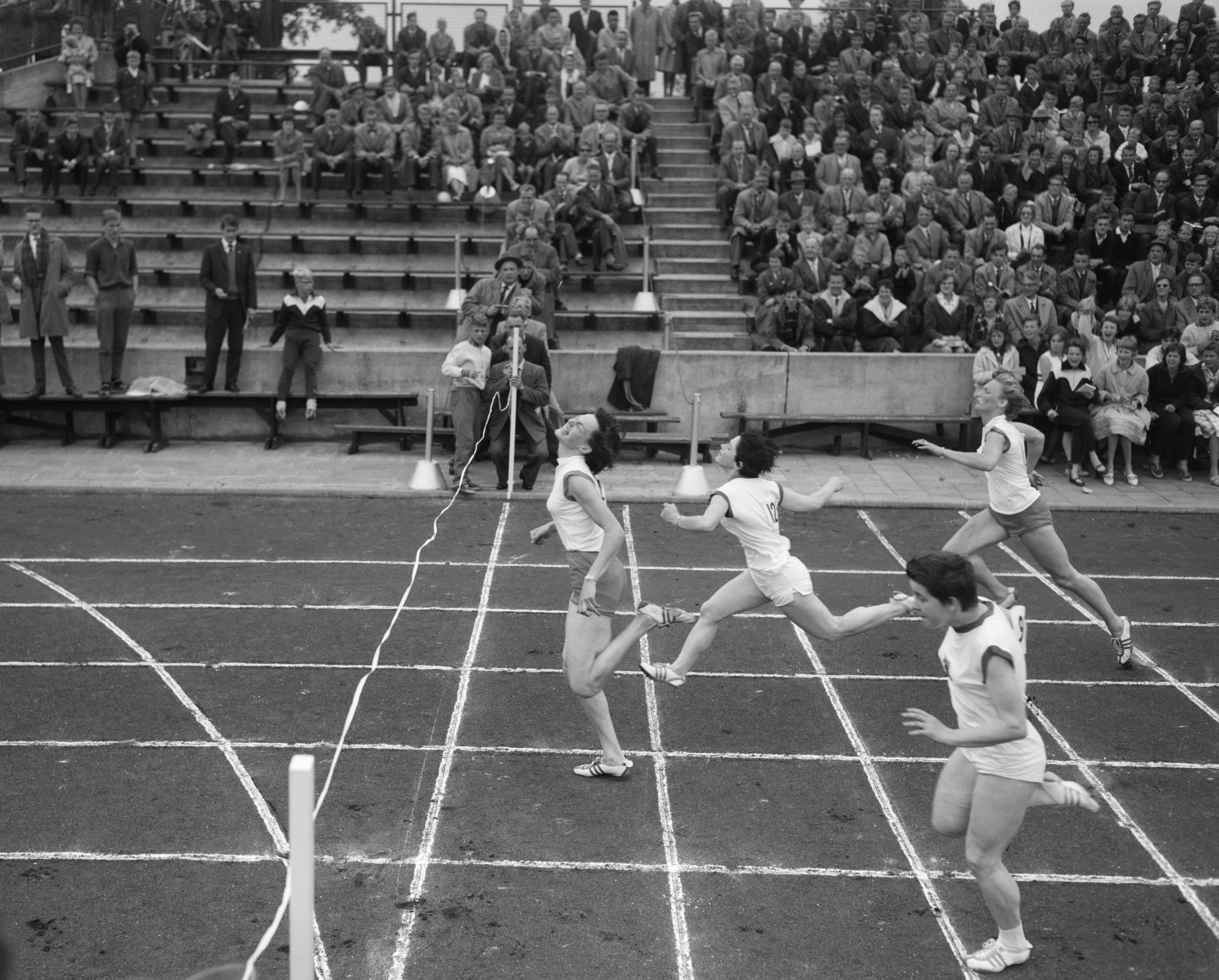
Einlauf beim Länderkampf 1961 gegen die Niederlande, Ellen Ort siegt vor Renate Bronnsack und Martha Langbein

Martha Langbein, verheiratete Pensberger (seit 1962) (* 22. Mai 1941 in Heidelberg), ist eine ehemalige deutsche Leichtathletin, die bei den Olympischen Spielen 1960 in Rom die Silbermedaille in der 4-mal-100-Meter-Staffel gewann (44,8 s; zusammen mit Anni Biechl, Brunhilde Hendrix und Jutta Heine). Sie startete bei diesen Spielen für die Bundesrepublik in einer gemeinsamen deutschen Mannschaft.
Ebenfalls die Silbermedaille mit der 4-mal-100-Meter-Staffel gewann sie (unter dem Namen Martha Pensberger) bei den Europameisterschaften 1962 (44,6 s, zusammen mit Erika Fisch, Maren Collin und Jutta Heine). Im 100-Meter-Einzelrennen der Europameisterschaften schied sie im Zwischenlauf aus.
Sie startete auch bei den Olympischen Spielen 1964 in der 4-mal-100-Meter-Staffel, die den fünften Platz belegte.
Martha Langbein wuchs in Neckarsteinach auf, wo ihr Vater Schlosser in einer Schiffswerft war. Sie gehörte bis 1961 dem USC Heidelberg an, mit dem sie 1960 den deutschen Meistertitel in der 4-mal-100-Meter-Staffel gewann. 1962 wechselte sie zum TSV 1860 München und trainierte bei Uli Jonath.
Außer dem Meistertitel 1960 wurde sie mit der 4-mal-100-Meter-Staffel zweimal Deutsche Vizemeisterin (1962, 1963) und einmal Dritte (1961). In den Einzeldisziplinen der Deutschen Meisterschaften errang sie über 100 Meter zwei dritte Plätze (1960 und 1964) und eine Vizemeisterschaft über 200 Meter (1964).
In ihrer aktiven Zeit war sie 1,60 m groß und wog 56 kg. Für ihre Erfolge in der Leichtathletik wurde sie mit dem Silbernen Lorbeerblatt ausgezeichnet.